# Céline Bosquet
Pour les articles homonymes, voir Bosquet (homonymie).
Céline Bosquet, née le 9 janvier 1985 à Nice (Alpes-Maritimes), est une journaliste et présentatrice de télévision, ayant fondé une marque de prêt-à-porter de luxe féminin.

## Biographie
Après dix années de saxophone au conservatoire de Nice, Céline Bosquet s'inscrit en faculté pour étudier les langues étrangères[Quoi ?], choisissant notamment le chinois. Elle obtient sa licence de chinois en juin 2008 après une année passée à l'université de Wuhan en Chine.
En janvier 2009, Céline Bosquet est choisie par le directeur de la chaîne d'information en continu I>Télé, Pierre Fraidenraich, pour présenter Le JT décalé. Elle le réalise et l'anime durant une saison et demie, puis est remplacée par Anne-Solenne Hatte à la rentrée de septembre 2010.
En juillet 2010, Céline Bosquet rejoint M6 pour devenir joker de Nathalie Renoux à la présentation des journaux télévisés du week-end. À l'été 2011, Céline Bosquet est reconduite à la présentation des éditions du week-end. Quand elle ne présente pas le journal, Céline Bosquet travaille à la rédaction. Elle fait chaque jour un sujet pour le 12:45 ou le 19:45.
Elle présente pour la dernière fois le 19:45, le dimanche 5 mai 2013. Elle quitte l’information de la chaîne privée pour se consacrer à la réalisation de documentaires et de projets personnels.
En septembre 2018, elle rejoint BFM Business où elle présente chaque week-end, l'émission « Focus Retail, l'hebdo ».
En juillet 2019, Céline Bosquet revient sur les écrans pour présenter, chaque heure de la matinée ou de l'après-midi, en semaine ou le week-end, le journal télévisé de la chaîne France Info.
Depuis août 2019, elle présente les journaux dans France Info soir de 21h à minuit avec Nathanaël de Rincquesen et Patricia Loison, toujours sur France Info jusqu'en avril 2020.
Céline Bosquet lance sa marque de prêt-à-porter de luxe féminin en septembre 2022.